# Roscoe (Teksas)
Roscoe je grad u američkoj saveznoj državi Teksas. Prema popisu stanovništva iz 2010. u njemu je živjelo 1.322 stanovnika.